# Embargo
Embargoul este în politica și economia internațională interzicerea  de către un grup de state sau de un stat a exportului sau importului de mărfuri/produse într-o sau dintr-o țară. Embargoul este văzut ca o sancțiune pentru încălcarea unor reguli sau principii de drept internațional sau și ca mijloc de presiune politică.
Tot ca sancțiune pentru încălcarea unor reguli sau principii de drept internațional sau ca mijloc de presiune politică, embargoul constă în reținerea de către un stat a navelor comerciale sau a mărfurilor altui stat aflate pe teritoriul său, în condițiile în care a survenit un conflict între statele respective. Embargoul, ca acțiune a unui stat de a interzice importurile, exporturile sau ieșirea navelor comerciale ale altui stat din porturile sale sau din apele teritoriale proprii poate fi aplicat nu numai de state, dar și de organizații internaționale ca, de exemplu, de Organizația Națiunilor Unite care, prin inspectorii săi, supraveghează implementarea embargourilor într-un număr ridicat de țări.

## Embargo aerian
Embargoul aerian este un act prin care un stat sau un grup de state interzic în caz de conflict circulația aeriană înspre și dinspre statul sau grupul de state vizate și rețin forțat aeronavele contraveniente.

## Exemple
- Embargoul rus asupra vinurilor din Republica Moldova și Georgia (2006)
- Embargoul rus asupra vinurilor din Republica Moldova (2013)